# تمنية
تمنية هي إحدى مراكز منطقة عسير جنوب غرب المملكة العربية السعودية، ويقطنها 4627 نسمة من قبيلة بني مالك وهي فخذ من قبائل شهران .

## الموقع
تقع تمنية شهران في جنوب غرب المملكة العربية السعودية على قمم جبال الحجاز على ارتفاع 3000 متر عن سطح البحر، وتقع جنوب شرق مدينة أبها، وتبتعد عن مدينة أبها حوالي 43 كلم، ومن محافظة خميس مشيط حوالي 55 كلم، وتعتبر من أقدم قرى منطقة عسير ومن أجمل منتزهاتها على الأطلاق، حيث أن أغلب جبالها مكسوة بالغابات الكثيفة من أشجار العرعر والطلح، وتوجد بها غابات كثيرة، ومنها غابة الجرة وغابة عين الغلب وغابة الصرماء، ويوجد فيها أنواع كثيرة من الحيوانات البرية مثل النمر العربي وقرودالبابون والأرانب البرية والضبع وغيرها من الحيوانات الأخرى، ويرتادها عدد كبير من السياح في فصلي الشتاء والصيف.

## السكان
يبلغ عدد سكانها حوالي 4627 نسمة.

## المناخ
يكون فصل الشتاء فيها شديد البرودة حيث تتراوح درجة الحرارة ما بين 1 إلى 5 تحت الصفر، أما في فصل الصيف فيكون المناخ معتدل وتتراوح درجة الحرارة ما بين 14 إلى 17 درجة مئوية، وتكثر الأمطار في فصلي الربيع والصيف فأن كمية الأمطار في هاذين الفصلين تصل إلى 550 ملم